# Kara śmierci w Szwecji
Kara śmierci w Szwecji (szw. Dödsstraff) – była wykonywana do roku 1910. Obecnie jest zakazana przez szwedzką Konstytucję, która ściśle zabrania stosowania kary śmierci, kar cielesnych i tortur.

## Historia abolicji
- Kara śmierci za wszystkie przestępstwa dokonane w czasie pokoju, została zniesiona 30 czerwca 1921 roku.
- Kara śmierci za wszystkie przestępstwa dokonane w czasie wojny, została zniesiona 1 stycznia 1976 roku.

Klauzula dotycząca nie wykonywania kary śmierci jest częścią Konstytucji od roku 1975.
Szwecja ratyfikowała Drugi Protokół Fakultatywny do Międzynarodowego Paktu Praw Obywatelskich i Politycznych. 6 protokół Europejskiej Konwencji Praw Człowieka został przez Szwecję przyjęty w 1984 roku a protokół 13 w roku 2003.

## Nazewnictwo
Były dwa określenia osoby, która wykonywała wyroki śmierci. Pierwsze to Skarprättare, dotyczyło kata wykonującego wyrok śmierci poprzez odcięcie głowy. Zaś Bödel wykonywał wyroki poprzez powieszenie. Do XIX wieku powieszenie za szyję było stosowane wobec zwykłych obywateli, a odcięcie głowy wobec szlachty. Podczas XIX wieku każdy landskap (szwedzki region administracyjny) oraz Sztokholm miał wyznaczonego kata, który poruszał się wewnątrz regionu i przeprowadzał egzekucje. W roku 1900 został mianowany riksskarprättare, został nim kat Albert Gustaf Dahlman, który wcześniej był odpowiedzialny za wykonywanie egzekucji w Sztokholmie.

## Ostatnie egzekucje w Szwecji

### Ostatnia egzekucja mężczyzny
Ostatnią osobą straconą w Szwecji był Johan Alfred Ander. Został skazany na śmierć za morderstwo dokonane podczas rabunku w styczniu 1910 roku. Jego wyrok nie został złagodzony i 23 listopada 1910 roku został stracony w Långholmen w Sztokholmie za pomocą gilotyny. Był to jedyny przypadek użycia gilotyny podczas wykonywania wyroków śmierci w Szwecji. Kat, Gustaf Dahlman zmarł w 1920, jako iż kara śmierci za przestępstwa dokonane w czasie pokoju została zniesiona rok później – był on ostatnim katem w historii Szwecji.

### Ostatnia egzekucja kobiety
Ostatnią kobietą straconą w Szwecji była Anna Månsdotter. Egzekucja została przeprowadza 7 sierpnia 1890 roku poprzez odcięcie głowy toporem. Månsdotter wraz ze swoim synem (Perem Nillsonem) zabiła jego żonę. Per Nillson został skazany na dożywocie, ale wypuszczono go z więzienia w roku 1914.

### Ostatnia egzekucja publiczna
Ostatnie dwie publiczne egzekucje w Szwecji została przeprowadzane 18 maja 1876. Tego dnia zostały stracone dwie osoby: Konrad Lundqvist Petterson Tector oraz Gustav Erikson Hjert. Obaj mężczyźni zostali pozbawieni głów. Miejscami ścięcia skazanych były Stenkumla Backe (koło Visby) oraz Lidamon (koło Malmköping). Obaj mężczyźni zostali skazani za to samo przestępstwo. Dopuścili się rabunku karety, podczas którego zginął jeden z pasażerów oraz kierujący zaprzęgiem. Katami byli Per Petter Christiansson oraz Johan Fredrik Hjort.

### Ostatnia egzekucja nieprzeprowadzana poprzez dekapitację
W 1836 roku przeprowadzono ostatnią egzekucję poprzez powieszenie za szyję. Ta forma była teoretycznie dostępna tylko do roku 1864, wówczas prawo karne zniosło wykonywanie wyroków poprzez powieszenie.

### Ostatnia egzekucja za popełnienie innego przestępstwa niż morderstwo
10 sierpnia 1853 roku Mårten Pehrsson został stracony w Rögla (koło Ystad) za napaść ze szczególnym okrucieństwem. Wcześniej, 29 marca 1837 roku Anders Gustav Lindberg został stracony w Sztokholmie poprzez dekapitację za zwykłą napaść.

## Liczba egzekucji w latach 1800–1866 oraz 1867-1921
Pomiędzy 1800 a 1866 w Szwecji przeprowadzono 644 egzekucje. W 1864 zreformowano kodeks karny, ograniczono możliwość stosowania kary śmierci. W latach 1867–1921 zostało wykonanych tylko 15 egzekucji (120 osób było skazanych na śmierć). Jedynym przestępstwem po roku 1864, za które groziła bezwzględna kara śmierci było zgładzenie strażnika więziennego przez skazanego odbywającego wyrok dożywocia. Za popełnienie tego przestępstwa zgładzono dwie osoby: Jonasa Magnusa Jonassona Borga (w roku 1866) oraz Carla Otto Anderssona w roku 1872.
Rozkład czasowy wykonanych wyroków:
- 1791–1800, egzekucji: 60
- 1801–1810, egzekucji: 70
- 1811–1820, egzekucji: 96
- 1821–1830, egzekucji: 110
- 1831–1840, egzekucji: 135
- 1841–1850, egzekucji: 57
- 1851–1860, egzekucji: 69
- 1861–1870, egzekucji: 12
- 1871–1880, egzekucji: 4
- 1881–1890, egzekucji: 3
- 1891–1900, egzekucji: 4
- 1901–1910, egzekucji: 1

## Poparcie dla kary śmierci wśród społeczeństwa
Poparcie dla kary śmierci w Szwecji waha się od 30% do 40%. W roku 2006 Sifo (szwedzki instytut badania opinii społecznej) przeprowadził badanie, z którego wynikło, że 36% populacji Szwecji jest zdania, iż za niektóre przestępstwa powinna grozić kara śmierci. Poparcie kary śmierci jest większe wśród grupy młodych mężczyzn, niezależnie jednak od grupy wiekowej – większość Szwedów jest przeciwna stosowaniu kary śmierci.